# Marcel-Romain Thériault
Pour les articles homonymes, voir Thériault.
Marcel-Romain Thériault, né en 1958 et mort le 10 mai 2024,, originaire de la Péninsule acadienne en Nouveau-Brunswick,  est un écrivain, acteur, scénariste et metteur en scène acadien.

## Biographie

### Formation
Diplômé en art dramatique de l'Université de Moncton en 1983. Mise en scène à l'École nationale de théâtre du Canada en 1986. Thériault a suivi son stage en 1993 au Théâtre du Soleil . Titulaire d'une maîtrise de l'École supérieur de théâtre de l'UQAM en 2006.

### Productions du Théâtre Populaire d'Acadie
- Louis Mailloux de Calixte Duguay et Jules Boudreau
- 1984 : Les Fourberies de Scapin de Molière
- 1992 : Les Chaises d'Eugène Ionesco
- 2010 : Trois Farces d'Anton Tchekhov
- 2011 : La Persistance du sable
- 2016 : Alden, envers et contre tous

### Filmographie

#### En tant qu'acteur
- Belle-Baie
- Le Clan
- 2017 : Le Siège, Marcel Rodrique
- 2018-2020 : À la valdrague, Lomer Dupuis[5]
- Les Newbies : notaire

#### En tant qu'écrivain
- 2005 : Walter
- 2010-2011 : Walter & Tandoori
- 2013 : Walter 100%
- 2020 : À la valdrague[5]

### Mis en scène
- 1986 : Zélica à Cochon Vert de Laurier Melanson
- 1989 : Le Ciel de lit de Jan de Hartog
- 1989 : Adaptation de Elaine May
- 1989 : Next de Terrence McNally
- 1994 : Louis Mailloux
- 1998 : La Seconde Chute ou Godot, acte III de Sylvain Dupuis
- 2012 : Encore de Marc Prescott
- 2017 : [É + Im]migrant.e.s

### Titres publiés
- Le promeneur psychopompe, Éditions La Grande Marée, 2003
- Le filet – une tragédie maritime, Éditions Prise de parole, 2009 - finaliste Prix Antonine-Maillet-Acadie Vie 2010
- "Écriture de 'Le filet, une tragédie maritime' suivie d'une réflexion sur la fatalité comme événement déclencheur d'une fragmentation identitaire", Éditions universitaires européennes, 2011
- La persistance du sable, Éditions Prise de parole, 2011 - mention spéciale Prix France-Acadie 2012; finaliste prix Émile-Ollivier (Conseil supérieur de la langue française) 2012; finaliste prix Antonine-Maillet-Acadie-Vie 2012.

## Distinctions
- Prix du Lieutenant-gouverneur du Nouveau-Brunswick pour l’excellence dans le théâtre (2009)[6]
- Prix Noble Cochon, Gala des Cochons d'or, Le filet – une tragédie maritime (2009)
- Prix Coup d’œil, catégorie théâtre, Radio-Canada Atlantique (1986)